# エコチル
『エコチル』（英: Ecochil）は、北海道札幌市に本社を置く株式会社アドバコムが発行する、子ども環境教育情報紙である。地球環境保全に積極的に取り組む子どもたちを育むとともに、学校や家庭でエコライフが推進されることを目的に2006年4月に札幌市で創刊され、公立小学校 約200校で毎月10万部の無料配付を開始した。2018年2月に北海道と「環境保全に関する連携協定」を締結し、相互に連携・協力しながら、未来を担う子どもたちの環境意識醸成に向けた協働事業に取り組んでいる。2024年現在では、東京・横浜・相模原・湘南・長野・静岡・大阪・北海道の3,753校の公立小学校 等に月刊150万部発行するまでに拡大しており、環境教育教材や親子のコミュニケーションツールとして親しまれている。2021年4月に創刊15周年記念プロジェクトとして、全国47都道府県版の「エコチル」をデジタル化し、毎月オンラインで公開するサービスを開始するとともに、エコチル紙面をYouTubeの生配信で紹介する番組「エコチルライブ」の配信を開始し、コロナ禍でイベント中止や外出自粛が続く中、全国の子どもたちが自宅や学校で気軽に楽しく環境やSDGsについて学べる機会の提供を開始した。2022年4月に大阪市と「環境教育・啓発の推進に関する連携協定」を締結し、西日本で初めてエコチル大阪版を創刊した。2022年7月に東京都と「環境施策に関する連携協定」を締結し、多摩地域の全公立小学校に配布を拡大。全国発行部数100万部を突破した。 2023年7月に相模原市と「環境教育の推進に関する連携協定」を締結し、エコチル相模原版を創刊した。 2023年10月に神奈川県と「環境教育推進に関わる連携協定」を締結した。2024年2月に大阪府と「環境教育・啓発の推進に関する連携協定」を締結し、大阪府内の全域の小学校に配布を拡大。全国発行部数150万部を突破した。紙名の「エコチル」は「エコロジー」と「チルドレン」に由来する造語である。環境省が行っているエコチル調査とは直接関係はしていないが、地球環境保全に大きく貢献する事業として協力を表明している。2022年12月に環境省が主催する「第10回グッドライフアワード」で 環境大臣賞 企業部門を受賞するなど、これまで公的機関から環境教育に関連する数々の賞を受賞している。

## 概要
地球温暖化や生物多様性の問題など、毎月テーマを定めた特集が掲載されている。2006年に札幌市で、地球環境保全に積極的に取り組む子どもたちを育むとともに、その学校や家庭にエコライフが推進されることを目的に創刊された。東京都の島しょ部（伊豆諸島・小笠原諸島）を除いた23区・30市町村（東京版）、神奈川県 横浜市（横浜版）、相模原市（相模原版）、湘南地域（湘南版）、長野県佐久・上田地域（長野版）、静岡県静岡市（静岡版）、大阪府（大阪版）、北海道（北海道版）の公立小学校、札幌市立中学校、高等学校 3,753校に 毎月150万部 無料配布（8月を除く年11回、一部不定期発行含む）されている。無料発行する為に必要な全ての経費を趣旨に賛同する企業・団体などからの広告協賛で賄っており、行政・学校・企業と連携した様々なプロジェクトやイベント開催に取り組んでいる。2017年9月に「子どもスポーツ応援情報紙 スポチル」、2018年2月に「子どもキャリア教育情報紙 キャリチル」を姉妹媒体として創刊し、エコチル札幌版と一部の東京版に挟み込み不定期で発行している。2018年から札幌市と協働で、北海道最大級の親子向け環境イベント「札幌市×エコチル 環境広場さっぽろ」を札幌ドームで開催している。（2023年度はG7環境大臣会合記念イベントとして4月に環境広場ほっかいどうとして開催）2020年４月に「エコチル中高生版」を創刊し、札幌市立中学・高等学校106校に毎月53,900部の発行を開始した（2023年度より年3回発行）。2024年4月から、「エコチル」を全国の子どもたちに無料配布するためのクラウドファンティング プロジェクト「エコチルオフィシャルパートナープログラム」を立ち上げた。
- 媒体名：子ども環境情報紙 エコチル
- 創　刊：2006年4月
- 体　裁：B判タブロイド・フルカラー・4～24頁
- 部　数：約150万部（北海道版 28.4万部・東京版 50.9万部・横浜版 16.4万部・長野版 2.1万部・湘南版 1.5万部・静岡版 3.3万部・大阪版 43.8万部）
- 配　布：北海道・東京・神奈川・長野・静岡・大阪 3,753校の公立小学校等で先生から児童へ直接配布
- 頻　度：毎月1回（東京・横浜・湘南・静岡・大阪版は、8月を除く年11回、長野版・札幌中高生版は年3回）
- 読　者：教職員・生徒・保護者
- 特別協力: 北海道（連携協定締結）[12]・大阪市（連携協定締結）[2]・東京都（連携協定締結）[4]・相模原市（連携協定締結）[13] 神奈川県（連携協定締結）[7]・大阪府（連携協定締結）[8]
- 協　力：環境省 脱炭素ライフスタイル推進室・横浜市・静岡市
- 後　援：札幌市・北海道教育委員会・札幌市教育委員会・長野県
- 事業社：株式会社アドバコム

2021年4月に創刊15周年記念プロジェクトとして、全国47都道府県版の「エコチル」をデジタル化し、毎月オンラインで配信するサービスを開始。また、エコチル紙面をYouTubeの生配信で紹介する番組「エコチルライブ」の配信も開始し、コロナ禍でイベント中止や外出自粛が続く中、全国の子どもたちが自宅や学校で気軽に楽しく環境やSDGsについて学べる機会の提供を開始した。
＜デジタル版＞
上記、北海道版・東京版・横浜版・相模原版・湘南版・静岡版・大阪版に加え
- 東北地方（青森版、岩手版、宮城版、秋田版、山形版、福島版）
- 関東地方（茨城版、栃木版、群馬版、埼玉版、千葉版、神奈川版）
- 中部地方（新潟版、富山版、石川版、福井版、山梨版、長野版、岐阜版、愛知版）
- 関西地方（三重版、滋賀版、京都版、兵庫版、奈良版、和歌山版）
- 中国・四国地方（鳥取版、島根版、岡山版、広島版、山口版、徳島版、香川版、愛媛版、高知版）
- 九州・沖縄地方（福岡版、佐賀版、長崎版、熊本版、大分版、宮崎版、鹿児島版、沖縄版）

＜エコチルライブ＞
- 媒 体 名 ：YouTube生配信番組「エコチルライブ」
- 趣　　旨： 活字が苦手なお子さんに、楽しくわかりやすくエコチル情報を発信
- 配信頻度： 4月・7月・12月中旬土曜日 午前10時～11時 配信予定 ※後日アーカイブ公開
- 番組内容： エコチル紙面の人気コンテンツを生配信で紹介
- 総合司会： エコチルキャラクター「エーコちゃん」
- 視聴方法： YouTube「エコチルちゃんねる」から配信

2021年8月に「夏休み自宅でSDGsな自由研究を応援」をテーマに『エコチルまつりバーチャル2021』をオンラインイベントとして開催し、全国から6,966件の親子がバーチャル会場に来場した。
2021年9月にエコチル長野版を創刊し、佐久地域（小諸市・佐久市・軽井沢町、立科町、御代田町）31校の小学校で、毎月10,508部の無料配布を開始。
2022年2月にエコチル湘南版を創刊し、平塚市、大磯町31校の小学校で、毎月15,000部の無料配布を開始。4月6日にエコチル静岡版を創刊し、静岡市内87校で毎月34,865部発行するとともに、4月7日に大阪市と「環境教育・啓発の推進に関する連携協定」を締結し、西日本初となるエコチル大阪版を創刊し、大阪市内282校の小学校で毎月121,149部の無料配布を開始した。4月11日にエコチル長野版を上田地域での無料配布を開始し、71校の小学校で毎月22,230部に拡大した。7月4日にエコチル東京都と「環境施策に関する連携協定」を締結し、多摩地域での無料配布を開始。1,162校の小学校で毎月513,500部に拡大した。
2023年6月25日に相模原市と「環境教育推進に関する連携協定」を締結し、7月2日にエコチル相模原版を創刊し、相模原市内71校の小学校で毎月33,662部の無料配布を開始した。
2023年10月24日に神奈川県と「環境教育推進に関する連携協定」を締結した。
2024年2月15日に大阪府と「環境教育普及・啓発の推進に関する連携協定」を締結し、大阪府内全域の小学校 977校で毎月437,637部に拡大した。

## 受賞歴
- 2009年11月  北海道グリーン・ビズ事業所 北海道知事認定（北海道 環境生活部）[17]
- 2010年11月  さっぽろ環境賞「環境保全・創造部門」市長賞受賞（札幌市 環境局）[18]
- 2013年12月  地球温暖化防止活動　環境大臣表彰受賞（環境省 地球環境局）[19]
- 2014年  2月  eco japan cup ビジネス部門 環境ビジネス・ベンチャーオープン 審査員応援賞（エコジャパンコミュニティLLP）[20]
- 2016年  1月  CSR経営表彰　環境貢献部門受賞（札幌商工会議所）[21]
- 2017年  2月 北国の省エネ・新エネ大賞 優秀賞「啓発部門」受賞(経済産業省 北海道経済産業局)[22]
- 2019年  1月 「新エネ大賞」新エネルギー財団会長賞「普及啓発部門」受賞(新エネルギー財団)[23]
- 2022年12月 「グッドライフアワード」環境大臣賞「企業部門」受賞（環境賞 大臣官房）[24]

## 内容
- 今月の表紙[25][26][27][28]
- レッツトライエコライフ[29][30]
- 巻頭特集[31][32]
- 食育特集[33][34]
- エコなひと[35][36]
- エコ川柳[37][38]
- エコワードパズル[39][40]
- 動物ってオモシロイ!![41][42]
- 情熱先生の今月の授業[43]
- 今月のエコチル(電子版)

## 歴史
- 2006年(平成18年)　エコチル札幌版 創刊。札幌市内の公立小学校に月刊10万部無料配布。
- 2009年(平成21年)　北海道グリーン・ビズ認定制度「創意あふれる取組」部門 北海道知事認定[44]。
- 2010年(平成22年)　「第2回さっぽろ環境賞 環境保全・創造部門 札幌市長賞」受賞[45]。
- 2013年(平成25年)　エコチル東京版 創刊。墨田区・杉並区・新宿区・中央区の公立小学校に月刊5万部無料配布。地球温暖化防止活動 環境大臣表彰 環境教育部門 受賞[46]。
- 2014年(平成26年)　エコチル東京版を千代田区・江東区・港区・品川区の公立小学校に拡大。月刊10万部無料配布。エコチル札幌版 創刊100号達成を記念して「エコチルまつり」を開催。「eco japan cup ビジネス部門 環境ビジネス・ベンチャーオープン 審査員応援賞」受賞[47]

- 2015年(平成27年)　エコチル東京版を江戸川区・台東区・目黒区・渋谷区・中野区・練馬区の公立小学校に拡大。月刊20万部無料配布。
- 2016年(平成28年)　エコチル東京版を大田区・世田谷区・豊島区・板橋区・文京区・北区・荒川区・足立区・葛飾区の公立小学校に拡大。月刊32.5万部無料配布。
- 2017年(平成29年)　子どもスポーツ応援情報紙 スポチル札幌版 創刊。札幌市内の小学校に月刊10万部無料配布。
- 2018年(平成30年)　北海道環境生活部と環境保全に関する連携協定締結[48]。エコチル北海道版 創刊。道内178市町村の公立小学校に月間15万部無料配布。北国の省エネ・新エネ大賞(北海道経済産業局長 表彰)「啓発部門 優秀賞」受賞[49]。子どもキャリア教育情報紙 キャリチル札幌版 創刊[50]。札幌市内の小学校に隔月10万部無料配布。札幌市が主催する北海道最大級の親子向け環境イベント「環境広場さっぽろ」を特別協力として札幌ドームで開催。出展企業団体221社・入場者25,536名達成[10]。
- 2019年(平成31年)　エコチル横浜版 創刊。横浜市内の公立小学校に月刊20万部無料配布。新エネ大賞・新エネルギー財団 会長賞受賞[51]。エコチル札幌版・北海道版統合。スポチル・キャリチル東京版 創刊[52]。千代田区・中央区・台東区・墨田区・江東区・江戸川区の公立小学校に隔月8.3万部無料配布。北海道オール・オリンピアンズとスポーツ振興に関する連携協定締結[53]。
- 2020年(令和2年)   エコチル中高生版創刊。札幌市立中学・高等学校に月刊5.4万部無料配付。
- 2021年(令和3年)　「環境広場2021」をバーチャルイベントとして開催。北海道保健福祉部と子育て支援に係るタイアップ協定締結[54]。創刊15周年記念プロジェクトとして、エコチル47都道府県版を電子版で公開[55]及び、YouTube生配信番組「エコチルライブ」配信開始[56]。エコチルまつりバーチャル2021開催[14]。エコチル長野版 創刊[57]。長野県佐久地域の小学校に月刊１万部無料配布。
- 2022年(令和4年)　エコチル湘南版創刊[58]。平塚市、大磯町の公立小学校に月刊1.5万部無料配布。エコチル静岡版創刊[59]。静岡市内87校の小学校で3.5万部無料配布。大阪市と「環境教育・啓発の推進に関する連携協定」を締結[2]し、西日本初となるエコチル大阪版を創刊[60]。大阪市内282校の小学校に月刊12.1万部無料配布。エコチル長野版を上田地域71校 2.2万部の無料配布に拡大。東京都と「環境施策に関する連携協定」を締結[4]し、多摩地域1,162校 51.3万部の無料配布に拡大。「第10回グッドライフアワード 企業部門 環境大臣賞」受賞[24]
- 2023年(令和5年)　相模原市と「環境教育推進に関する連駅協定」を締結[61]し、エコチル相模原版創刊[6]。相模原市内71校の小学校で毎月3.3万部の無料配布。神奈川県と「環境教育推進に関する連携協定」を締結[7]。

## 関連プロジェクト・イベント
- 森に学ぼうプロジェクトわくわく体験ランド北海道 in 白旗山[62]
- JRタワー子ども見学会[63][64]
- 公共交通アイデアコンテスト[65][66]
- 北ガス 木質バイオマス発電 丸わかりツアー[67][68]
- 札幌市 食の安全・安心バスツアー”子ども食品Gメン”体験[69][70]
- JA×エコチル 食の体験バスツアー[71][72]
- フロリダグレープフルーツはどこからくるの？卸売市場見学＆親子料理教室[73][74]
- 北海道ハイウェイ探検隊 高速道路を守り人々[75][76]
- 札幌市 × エコチル 環境広場さっぽろ2018[77]
- エコプロ2018 × エコチル 環境広場 in 東京[78]
- 北海道の未来を「つくる」「まもる」「ささえる」ケンコンお仕事体験[79]
- コアレックス 信栄工場見学バスツアー[80]

### エコチルSDGsプロジェクト
1. 札幌市タイアップ 子どもたちに向けたSDGsの推進
2. 世界の子どもたちに文房具を届ける ENPITSU PROJECT[81][82]
3. キャリチル お仕事体験 in ハワイ
4. 北海道 × エコチル 植樹体験バスツアー
5. 札幌市 × エコチル 環境広場さっぽろ2019[83][84]
6. YouTube エコチルちゃんねる
7. みんなで考える 公共交通アイデアコンテスト[85][86]
8. エコチルライブ[87]
9. 札幌市 × エコチル 環境広場さっぽろバーチャルツアー
10. エコチルゼロカーボンプロジェクト